# Sarah Vaughan International Jazz Vocal Competition
Sarah Vaughan International Jazz Vocal Competition ist ein amerikanischer Jazzgesang-Wettbewerb, der seit 2012 ausgetragen wird.

## Historie des Wettbewerbs
Erstmals 2012 wurde der Gesangswettbewerb Sarah Vaughan International Jazz Vocal Competition durchgeführt, auch bekannt als SASSY-Awards, der das Talent und die Tradition der Namensgeberin Sarah Vaughan als einzigen internationalen Jazz-Gesangswettbewerb seiner Art würdigt. Zu den früheren Gewinnerinnen zählen Cyrille Aimée (2012) und Jazzmeia Horn (2013). In den ersten beiden Jahren des Wettbewerbs wurden fast 1.500 Songs eingereicht, die Musikfans aus der ganzen Welt im Internet geteilt, gehört, abgestimmt, kommentiert und fast eine Million Mal online geliked wurden. Die Sarah Vaughan International Jazz Vocal Competition ist Teil des TD James Moody Democracy of Jazz Festival, das dem Gedenken an den Jazzmusiker James Moody, einem langjährigen Einwohner von Newark gewidmet ist. Neben Sponsoren aus der Wirtschaft wird der Wettbewerb vom New Jersey State Council on the Arts/Department of State, einer Partner-Organisation des National Endowment for the Arts, sowie aus Mitteln des National Endowment for the Arts gefördert. Finale und Preisverleihung finden jeweils im November im New Jersey Performing Arts Center (NJPAC) statt. Der Preis für den Gewinner beträgt 5.000 US-Dollar.
2021 siegte mit G. Thomas Allen erstmals ein Mann beim Sarah Vaughan International Jazz Vocal Competition. Der Wettbewerb steht Solo-Jazz-Sängern aller Nationalitäten offen, die 18 Jahre oder älter sind und derzeit nicht bei einem großen Plattenlabel unter Vertrag stehen.

## Preisträger
- 2012: Cyrille Aimee
- 2013: Jazzmeia Horn
- 2014: Ashleigh Smith[4]
- 2015: Arianna Neikrug[5]
- 2016: Deelee Dubé[6]
- 2017: Quiana Lynell[7]
- 2018: Laurin Talese[8]
- 2019: Samara Joy McLendon[3]
- 2020: Gabrielle Cavassa, Tawanda Suessbrich-Joaquim[9]
- 2021: G. Thomas Allen
- 2022: Lucía Gutiérrez Rebolloso[10]
- 2023: Tyreek McDole